# Veliki komet iz leta 1556
Véliki komet iz leta 1556 (oznaka C/1556 D1) je komet, ki so ga opazili  27. februarja v letu 1556 .
Opazovali so ga lahko 52 dni. Zadnji dan opazovanja je bil 19. aprila 1556.
Njegova tirnica je bila parabolična, njen naklon pa 32,4°. Prisončje se je nahajalo na oddaljenosti 0,49 a.e. od Sonca.  Skozi prisončje je letel 22. aprila 1556 .